# 306P/LINEAR
306P/LINEAR, komet Jupiterove obitelji, objekt blizu Zemlji